# Oreste Biancoli
Oreste Biancoli (Bologna, 20 ottobre 1897 – Roma, 25 novembre 1971) è stato uno sceneggiatore, regista e commediografo italiano.

## Biografia
Nato a Bologna, dove si laureò in Giurisprudenza, iniziò a lavorare come giornalista e commediografo, trasferendosi a Roma alla fine degli anni venti per collaborare alle sceneggiature di alcuni film.
Alla regia arrivò solo nel 1937, con la pellicola Stasera alle undici, di cui fu autore del soggetto, proseguendo negli anni come autore di testi teatrali e cinematografici, concludendo l'attività di regista con il film Penne nere (1952), per proseguire come sceneggiatore, diventando uno dei più prolifici scrittori per il cinema e il palcoscenico per quasi un quarantennio.
Insieme a Dino Falconi, fu autore di innumerevoli lavori, sia nel campo delle commedie, che nel teatro di varietà, tra cui gli spettacoli Za-Bum di Mario Mattoli, sino al dopoguerra dove sarà autore di testi di satira politica, spesso per spettacoli prodotti da Remigio Paone.
Fu tra gli sceneggiatori di importanti film, tra cui Ladri di biciclette (1948) e Don Camillo (1952), sino ai lavori degli anni sessanta per il cinema storico e mitologioco, tipico del periodo.
Morì a Roma nel 1971.

## Filmografia

### Regista
- Stasera alle undici (1937)
- Amicizia (1938)
- La mazurka di papà (1938)
- L'eredità in corsa (1939)
- Piccolo alpino (1940)
- Il chiromante (1941)
- Il sogno di tutti (1941)
- Penne nere (1952)

### Sceneggiatore
- Il richiamo del cuore, regia di Jack Salvatori (1930)
- La segretaria privata, regia di Goffredo Alessandrini (1931)
- Cercasi modella, regia di Emmerich Wojtek Emo (1932)
- L'ultima avventura, regia di Mario Camerini (1932)
- Paprika, regia di Carl Boese (1933)
- La segretaria per tutti, regia di Amleto Palermi (1933)
- Oggi sposi, regia di Guido Brignone (1933)
- Sette giorni cento lire, regia di Nunzio Malasomma (1933)
- Una notte con te, regia di Ferruccio Biancini (1933)
- Lisetta, regia di Carl Boese (1933)
- Cavalleria, regia di Goffredo Alessandrini (1936)
- Nozze vagabonde, regia di Guido Brignone (1936)
- Nina, non far la stupida, regia di Nunzio Malasomma (1937)
- Ai vostri ordini, signora..., regia di Mario Mattoli (1938)
- Mille lire al mese, regia di Max Neufeld (1938)
- Frenesia, regia di Mario Bonnard (1939)
- La gerla di papà Martin, regia di Mario Bonnard (1940)
- Il vagabondo, regia di Carlo Borghesio (1941)
- Giarabub, regia di Goffredo Alessandrini (1942)
- Noi vivi, regia di Goffredo Alessandrini (1942)
- Addio Kira!, regia di Goffredo Alessandrini (1942)
- Sant'Elena, piccola isola, regia di Umberto Scarpelli e Renato Simoni (1943)
- Il bandito, regia di Alberto Lattuada (1946)
- Sinfonia fatale, regia di Victor Stoloff (1946)
- Teheran, regia di William Freshman e Giacomo Gentilomo (1946)
- Cuore, regia di Duilio Coletti (1947)
- Ladri di biciclette, regia di Vittorio De Sica (1948)
- Cuori sul mare, regia di Giorgio Bianchi (1949)
- La fiamma che non si spegne, regia di Vittorio Cottafavi (1949)
- Vespro siciliano, regia di Giorgio Pàstina (1949)
- Il caimano del Piave, regia di Giorgio Bianchi (1950)
- Domani è un altro giorno, regia di Léonide Moguy (1951)
- Altri tempi - Zibaldone n. 1, regia di Alessandro Blasetti (1952)
- Art. 519 codice penale, regia di Leonardo Cortese (1952)
- Canzoni di mezzo secolo, regia di Domenico Paolella (1952)
- Don Camillo, regia di Julien Duvivier (1952)
- La voce del silenzio, regia di Georg Wilhelm Pabst (1952)
- Wanda, la peccatrice, regia di Duilio Coletti (1952)
- Amori di mezzo secolo episodio Girandola 1910, regia di Antonio Pietrangeli (1953)
- Gran varietà, regia di Domenico Paolella (1953)
- Scampolo '53, regia di Giorgio Bianchi (1953)
- Amore '54, episodio di Cento anni d'amore, regia di Lionello De Felice (1954)
- Divisione Folgore, regia di Duilio Coletti (1954)
- Una donna libera, regia di Vittorio Cottafavi (1954)
- Il cardinale Lambertini, regia di Giorgio Pàstina (1954)
- La grande speranza, regia di Duilio Coletti (1954)
- La schiava del peccato, regia di Raffaello Matarazzo (1954)
- Una parigina a Roma, regia di Erich Kobler (1954)
- Rosso e nero, regia di Domenico Paolella (1954)
- Nel gorgo del peccato, regia di Vittorio Cottafavi (1954)
- Canzoni di tutta Italia, regia di Domenico Paolella (1955)
- Gli amanti del deserto, regia di Flavio Calzavara (1956)
- Occhi senza luce, regia di Flavio Calzavara (1956)
- La canzone del destino, regia di Marino Girolami (1957)
- La verde età, regia di Bruno Jori (1957)
- Domenica è sempre domenica, regia di Camillo Mastrocinque (1958)
- Non sono più guaglione, regia di Domenico Paolella (1958)
- Gastone, regia di Mario Bonnard (1959)
- Il moralista, regia di Giorgio Bianchi (1959)
- Morte di un amico, regia di Franco Rossi (1959)
- Vacanze d'inverno, regia di Camillo Mastrocinque (1959)
- Crimen, regia di Mario Camerini (1960)
- Femmine di lusso, regia di Giorgio Bianchi (1960)
- Genitori in blue-jeans, regia di Camillo Mastrocinque (1960)
- Giuseppe venduto dai fratelli, regia di Irving Rapper (1960)
- I piaceri del sabato notte, regia di Daniele D'Anza (1960)
- Maciste nella Valle dei Re, regia di Carlo Campogalliani (1960)
- Noi duri, regia di Camillo Mastrocinque (1960)
- Gli invasori, regia di Mario Bava (1961)
- Maciste alla corte del Gran Khan, regia di Riccardo Freda (1961)
- Maciste nella terra dei ciclopi, regia di Antonio Leonviola (1961)
- Marco Polo, regia di Piero Pierotti (1961)
- Ponzio Pilato, regia di Gian Paolo Callegari (1961)
- Canzoni di ieri, canzoni di oggi, canzoni di domani, regia di Domenico Paolella (1962)
- Le massaggiatrici, regia di Lucio Fulci (1962)
- L'idea fissa, regia di Gianni Puccini e Mino Guerrini (1962)
- Maciste all'inferno, regia di Riccardo Freda (1962)
- Il mio amico Benito, regia di Giorgio Bianchi (1962)
- Il ponte dei Sospiri, regia di Piero Pierotti (1964)

## Il teatro
- Triangoli di Dino Falconi e Oreste Biancoli, regia di Dario Niccodemi, prima al Teatro Manzoni di Milano il 18 gennaio 1930.
- Navigliana, di Falconi e Biancoli, Milano, Teatro Olimpia, 14 novembre 1932.
- La città delle lucciole di Dino Falconi e Oreste Biancoli, 1941.
- Ah... Ci risiamo! di Falconi e Biancoli, 1942.
- W e abbasso! di Biancoli e Riccardo Morbelli, regia di Biancoli, prima al Teatro Valle Roma il 27 luglio 1944.
- Cantachiaro di Garinei e Giovannini, De Tuddo, Franco Monicelli, regia di Oreste Biancoli, prima al Teatro Quattro Fontane di Roma il 1º settembre 1944.
- Cantachiaro 2 di Garinei, Giovannini, De Tuddo e Franco Monicelli, regia di Oreste Biancoli, prima al Teatro Quattro Fontane di Roma il 17 maggio 1945.
- Un anno dopo, testo e regia di Oreste Biancoli, prima al Teatro Quattro Fontane di Roma il 2 giugno 1945.
- Quo vadis? di Biancoli, Falconi e Vergani, 1948.
- Rosso e nero di Biancoli, Ciorciolini e Mantoni, 1954.

## Varietà radiofonici Eiar
- L'uomo di Birzulah, buffoneria di Biancoli e Dino Falconi, regia di Aldo Silvani, trasmessa il 14 giugno 1938

## Il varietà radiofonici Rai
- Le memorie del signor Tal dei Tali di Biancoli e Franco Monicelli, regia di Enzo Convalli, 1953.
- Da oggi a ieri di Oreste Biancoli e Franco Scaglia, regia di Riccardo Mantoni, 1965.

## Prosa radiofonica Rai
- Visitare gli infermi, commedia di Dino Falconi e Oreste Biancoli, regia di Umberto Benedetto, trasmessa il 16 novembre 1952.

## Il varietà televisivo Rai
- Antologia del buonumore di Biancoli, Falconi, Marcello Marchesi, Vittorio Metz, Scarnicci, Renzo Tarabusi, Silva, regia di Mario Landi, trasmesso dal 7 gennaio al 18 marzo 1954.
- Le divine, varietà di Biancoli, Caprioli, Valeri e Medioli, presemtato da Franca Valeri e Vittorio Caprioli, regia di Mario Ferrero, trasmessa 2 aprile 1959

## Riconoscimenti
- Nastro d'argento
  - 1949 – miglior sceneggiatura per Ladri di biciclette